# Barbu montagnard
Psilopogon monticola
Espèce
Statut de conservation UICN

 LC  : Préoccupation mineure
Le Barbu montagnard (Psilopogon monticola, anciennement Megalaima monticola) est une espèce d'oiseaux de la famille des Megalaimidae, vivant en Malaisie et en Indonésie.